# Sylvabestiidae
Sylvabestiidae (лат.) — семейство насекомых насекомых из отряда Cnemidolestodea, живших во времена пермского и триасового периодов (290—230 млн лет назад) на территории современных Киргизии, России, США, Чехии.

## Описание
Мелкие и среднего размера крылатые насекомые. Длина переднего крыла от нескольких миллиметров (5 мм у Sibestia nana) до более чем 3 см (Votyak pictus).  Семейство было впервые описано по отпечаткам в 2000 году российским палеоэнтомологом Даниилом Аристовым (Палеонтологический институт РАН, Москва, Россия). Среди сестринских таксонов: Cnemidolestidae,  Ctenoptilidae,  Cymenophlebiidae,  Emphylopteridae,  Gerapompidae,  Issatermidae,  Neraphidiidae,  Prygidae,  Psoropteridae,  Spanioderidae,  Tillyardembiidae.

## Классификация
В семейство включают 14 вымерших родов:
- Aiban
  - Aiban kichineis Aristov, 2018 — триасовый период (Ladinian; Madygen locality, Kyrgyzstan)[1]
- Cerasopterum
- Elmopterum
- Ivkinus
- Kazanalicula
- Kityakia
- Micropermula
  - Micropermula ceceya Aristov, 2018 — пермский период (Severodvinian; Bor Tologoi, Монголия)[1]
- Neprotembia
- Sibestia
  - Sibestia nana Aristov, 2018 — пермский период (Kazanian; Kaltan, Россия)[1]
- Sojanopermula
- Sylvabestia
- Tshepanichoptera
- Vokhmia
  - Vokhmia laxa Aristov, 2018 — пермский период (Vyatkian; Nedubrovo locality, Россия)[1]
  - Vokhmia pyriformis Aristov, 2018[1]
- Votyak
  - Votyak pictus Aristov, 2018 (Kostovaty locality)[1]